# Carl Magnus Craelius
Carl Magnus Craelius (även Crælius), född 4 april 1773 på Kosta i Ekeberga socken, död 7 juni 1842 i Stockholm, var en svensk sångare (tenor), skådespelare och sångpedagog. 
Craelius studerade vid Uppsala universitet 1790–1792. Han var sångare vid Kungliga Operan 1795–1806, sångmästare 1809, förste sångmästare 1812–1814 och 1816–1831 samt sånglärare 1814–1815 vid Kungl. Musikaliska Akademiens undervisningsverk. Han var bland annat lärare till Jenny Lind. Han studerade i Tyskland och Italien 1802–1809 med stipendium från Operakassan och uppträdde vid konserter i Leipzig och Berlin.
Han översatte flera operalibretti och gav också ut några solosånger, Quattro pezzetti di canto, omkring 1825. Vid sidan av sin musikaliska gärning var han 1796–1801 också tjänsteman i Storamiralsämbetet och Kammarrevisionen. Han invaldes som ledamot nummer 238 av Kungliga Musikaliska Akademien den 28 december 1822.
Craelius var son till Frans Kristian Craelius, direktör vid Kosta glasbruk, och Maria Helena Hederstierna. Han gifte sig första gången den 23 oktober 1795 i Danviks församling med Johanna Fredrika (Jeanette Fredrique) Fredrisen, född 12 oktober 1779, död 23 augusti 1854, dotter till prins Fredrik Adolf och skådespelaren Fredrica Löf, och andra gången i Rom med Caterina Silvia Gertrude Calderari, född 18 maj 1785 i Rom, död 26 april 1860 i Stockholm. Han fick fyra barn.